# USS Chandler (DD-206)
USS Chandler (DD-206) là một tàu khu trục lớp Clemson được Hải quân Hoa Kỳ chế tạo vào cuối Chiến tranh Thế giới thứ nhất, và tiếp tục phục vụ trong Chiến tranh Thế giới thứ Hai, được xếp lại lớp như một tàu quét mìn DMS-9 rồi như một tàu phụ trợ AG-108 cho đến khi chiến tranh kết thúc. Nó là chiếc tàu chiến duy nhất của Hải quân Hoa Kỳ được đặt tên theo Bộ trưởng Hải quân William Eaton Chandler (1835-1917).

## Thiết kế và chế tạo
Chandler được đặt lườn vào ngày 19 tháng 8 năm 1918 tại xưởng tàu của hãng William Cramp and Sons Ship and Engine Building Company. Nó được hạ thủy vào ngày 19 tháng 3 năm 1919, được đỡ đầu bởi bà L. H. Chandler; và được đưa ra hoạt động vào ngày 5 tháng 9 năm 1919 dưới quyền chỉ huy của Hạm trưởng, Thiếu tá Hải quân F. Cogswell.

## Lịch sử hoạt động

### Giữa hai cuộc thế chiến
Được phân về Hải đội Khu trục 3 trực thuộc Hạm đội Đại Tây Dương, Chandler khởi hành từ Newport, Rhode Island vào ngày 19 tháng 12 năm 1919 để làm nhiệm vụ cùng Lực lượng Hải quân Hoa Kỳ tại Thổ Nhĩ Kỳ. Sau khi thực hiện nhiệm vụ đưa một đoàn ngoại giao đến Crimea và hỗ trợ cho các hoạt động cứu trợ của Hội Chữ thập đỏ Hoa Kỳ cho các người tị nạn Nga, nó gia nhập phân đội Hải quân Hoa Kỳ tại biển Adriatic. Nó phục vụ như một tàu căn cứ tại Venice và làm nhiệm vụ cứu trợ tại khu vực này cho đến tháng 1 năm 1921.
Lên đường đi ngang qua kênh đào Suez, Chandler đi đến at Cavite, Philippines vào ngày 15 tháng 2 năm 1921, và bắt đầu phục vụ cùng Hạm đội Á Châu, bảo vệ các quyền lợi của Hoa Kỳ tại Viễn Đông. Nó rời Yên Đài, Trung Quốc vào ngày 25 tháng 8 năm 1922 để quay về nhà, về đến San Francisco vào ngày 30 tháng 9; được cho xuất biên chế tại đây vào ngày 20 tháng 10 năm 1922 và được đưa về lực lượng dự bị tại Xưởng hải quân Mare Island.
Chandler được cho nhập biên chế trở lại vào ngày 31 tháng 3 năm 1930 và hoạt động dọc theo vùng bờ Tây, vùng biển Hawaii, vùng kênh đào Panama và vùng biển Caribe. Vào năm 1934, nó khởi hành đi New York tham gia cuộc Duyệt binh Hạm đội Tổng thống vào ngày 31 tháng 5. Đến năm 1936, nó tham gia các thử nghiệm vô tuyến âm thanh, và vào năm 1940 đã phục vụ như tàu canh phòng máy bay trong chuyến thăm của Bộ trưởng Hải quân đến quần đảo Hawaii. Quay trở về Xưởng hải quân Mare Island vào tháng 10 năm 1940, nó được xếp lại lớp với ký hiệu lườn mới DMS-9 vào ngày 19 tháng 11, và được cải biến thành một tàu quét mìn cao tốc. Nó đi đến Trân Châu Cảng vào ngày 12 tháng 2 năm 1941 để bắt đầu hoạt động tuần tra và huấn luyện.

### Thế Chiến II

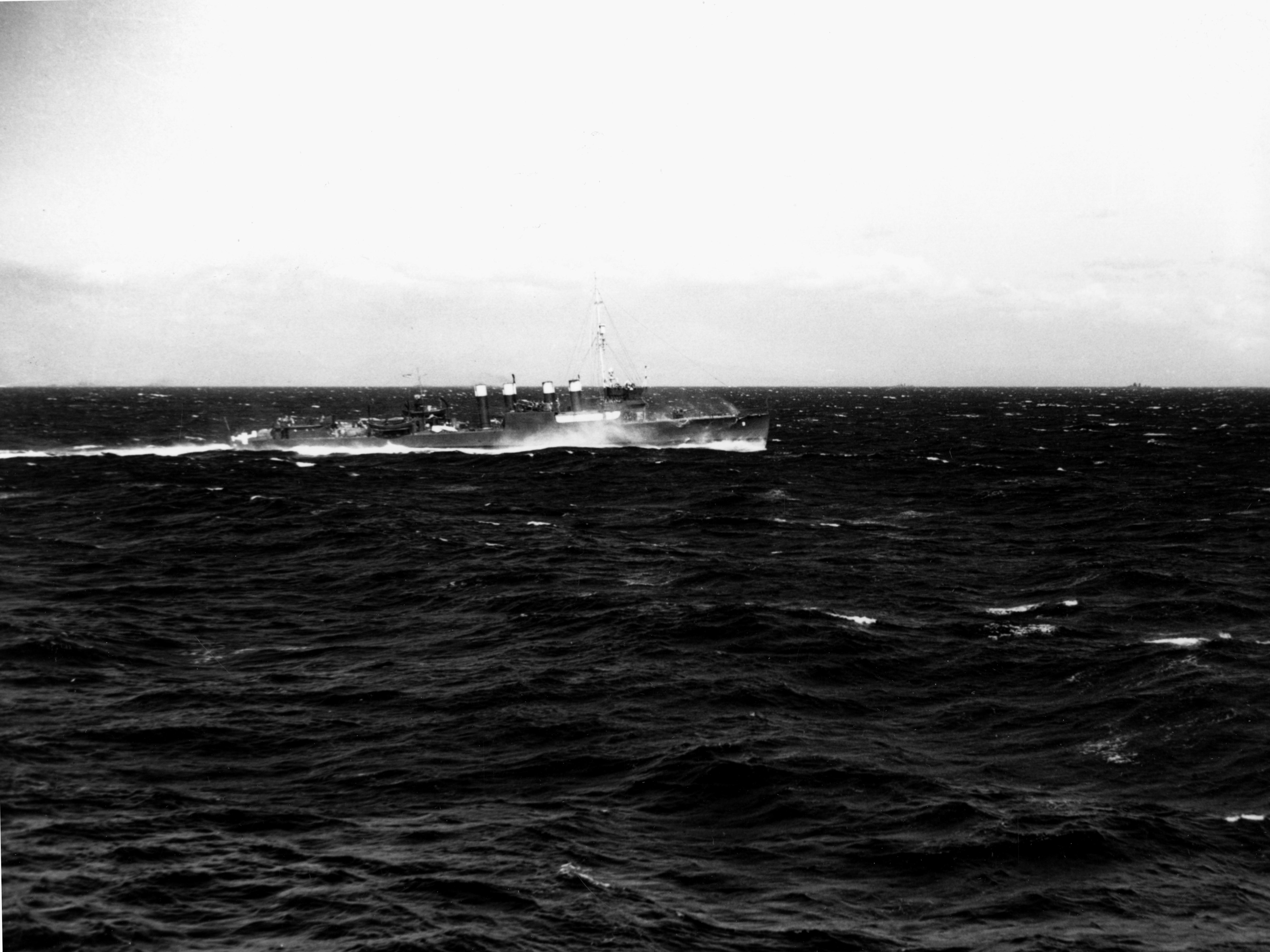
USS Chandler (DMS-9) ngoài khơi Trân Châu Cảng, 7 tháng 12 năm 1941.

Chandler đang ở ngoài khơi khi Hải quân Đế quốc Nhật Bản bất ngờ tấn công Trân Châu Cảng vào ngày 7 tháng 12 năm 1941; nó quay trở về căn cứ hai ngày sau đó. Cho đến ngày 30 tháng 6 năm 1942, nó làm nhiệm vụ hộ tống các đoàn tàu vận tải đi San Francisco, Palmyra, Christmas và Midway cũng như tuần tra và quét mìn tại vùng biển Hawaii. Trên đường đi sang quần đảo Aleut vào ngày 27 tháng 7, nó va chạm với tàu quét mìn Lamberton trong hoàn cảnh sương mù dày đặc, và phải được sửa chữa tại Xưởng hải quân Mare Island từ ngày 11 tháng 8 đến ngày 27 tháng 9. Đến ngày 5 tháng 10, nó trình diện tại Dutch Harbor và bắt đầu hoạt động tuần tra và hộ tống vận tải tại khu vực quần đảo Aleut. Vào tháng 5 năm 1943, nó hỗ trợ cho cuộc đổ bộ tại đảo Attu, và đến tháng 8 cho cuộc đổ bộ tại Kiska. Rời vùng biển Aleut đầy bão tố trắc trở vào tháng 10, nó quay về San Francisco để sẵn sàng nhận nhiệm vụ tại khu vực Trung tâm Thái Bình Dương.
Chandler thả neo tại Trân Châu Cảng vào ngày 1 tháng 1 năm 1944. Từ đây, trong một loạt các chiến dịch đổ bộ tại Majuro (31 tháng 1), Eniwetok (17 tháng 2-6 tháng 3), Saipan (13 tháng 6-20 tháng 7) và Tinian (21-24 tháng 7), nó làm nhiệm vụ quét mìn chuẩn bị và bảo vệ các tàu đổ bộ. Đang khi tuần tra tại khu vực hoạt động lúc chiến dịch đang tiếp diễn, nó đã cùng tàu khu trục Newcomb đánh chìm tàu ngầm Nhật I-185 vào ngày 22 tháng 6 ở tọa độ 15°55′B 147°09′Đ / 15,917°B 147,15°Đ. Đến ngày 17 tháng 10 năm 1944, đi trước lực lượng tấn công chủ yếu, nó tiếp tục nhiệm vụ quét mìn chuẩn bị đổ bộ khi tiến vào vịnh Leyte, hoạt động quét mìn, tuần tra và bảo vệ cho đến khi cuộc đổ bộ diễn ra. Khi cuộc đổ bộ hoàn tất sau khi bị trì hoãn do Trận chiến vịnh Leyte, nó rút lui về Manus vào ngày 25 tháng 10.
Được huy động cho nhiệm vụ tương tự trong chiến dịch đổ bộ lên vịnh Lingayen, Chandler phải chịu đựng các cuộc không kích nặng nề của Nhật trong đêm 6-7 tháng 1 năm 1945. Hỏa lực của Chandler và Hovey đã bắn rơi một máy bay Nhật, nhưng không kịp ngăn nó thả một quả ngư lôi đánh trúng Hovey, khiến chiếc tàu quét mìn chị em chìm chỉ trong vòng ba phút. Chandler đã túc trực bên cạnh và cứu vớt được
229 sĩ quan và thủy thủ. Nó tiếp tục làm nhiệm vụ tại khu vực vịnh Lingayen cho đến ngày 10 tháng 1, khi nó lên đường làm nhiệm vụ hộ tống vận tải cho đến giữa tháng 2. Tại Iwo Jima từ ngày 16 tháng 2 đến ngày 28 tháng 2, nó tiếp tục các hoạt động quét mìn, tuần tra và bảo vệ trong suốt giai đoạn chuẩn bị và đổ bộ.
Chandler quay về vùng bờ Tây để đại tu vào tháng 4. Đang khi ở lại đây, nó được xếp lại lớp như một tàu phụ trợ với ký hiệu lườn AG-108 vào ngày 5 tháng 6 năm 1945; và sau khi được huấn luyện, nó bắt đầu hoạt động kéo mục tiêu cho việc huấn luyện tác xạ của các con tàu mới trong giai đoạn chạy thử máy huấn luyện, đặt căn cứ tại cả San Diego và Trân Châu Cảng. Sau khi xung đột kết thúc, nó lên đường đi Norfolk, Virginia, đến nơi vào ngày 21 tháng 10 năm 1945. Tại đây nó được cho ngừng hoạt động vào ngày 21 tháng 11 năm 1945 và bị bán để tháo dỡ vào ngày 18 tháng 11 năm 1946.

## Phần thưởng
Chandler được tặng thưởng tám Ngôi sao Chiến trận do thành tích phục vụ trong Thế Chiến II.